# Liga Mundial de Hóquei sobre a grama
A Liga Mundial de Hóquei sobre a grama (em inglês: Hockey World League - HWL) foi um evento cuja realização e administração pertence a Federação Internacional de Hóquei (FIH). O ideal na criação deste torneio esteve em envolver a maior quantidade possível de seleções em uma disputa de nível mundial, juntamente com aquelas consideradas como as principais equipes deste desporto.
Esta competição, cuja última edição foi realizada dois anos após sua antecessora, era válida como uma das qualificatórias para a Copa do Mundo e aos Jogos Olímpicos em ambas as modalidades, masculina e feminina.
O presente torneio acabou sendo substituído pela Liga Profissional de Hóquei (em inglês: Hockey Pro League - HPL) a partir de 2019.

## Regulamento e participantes
O regulamento desta competição implicou, nas suas três edições realizadas, em fórmulas de disputa que variaram entre cada um, de acordo com a regulamentação da FIH.
O primeiro round sempre variou em cada ciclo, de acordo com o número de equipes participantes. Esta etapa inicial era dividida em grupos regionalizados (mas as seleções europeias eram colocadas em chaves de vários pequenos torneios).
A partir do round 2, a competição continuava sendo dividida em grupos, porém não sendo mais separados por regiões do globo. Contudo, algumas seleções adentravam na Liga Mundial diretamente na segunda etapa ou na fase semi-final deste torneio, valendo-se de seu ranqueamento na FIH, número este que também variou a cada edição do mesmo.
A fase final reunia as oito melhores equipes da competição, em uma sede pré-definida pela FIH.
| Ano     | Equipes   | Equipes  | Round 1                 | Round 1                 | Round 2             | Semifinais           | Finais             |
| Ano     | Masculino | Feminino | Masculino               | Feminino                | Round 2             | Semifinais           | Finais             |
| ------- | --------- | -------- | ----------------------- | ----------------------- | ------------------- | -------------------- | ------------------ |
| 2012–13 | 54        | 45       | 9 eventos 3 a 5 equipes | 6 eventos 2 a 6 equipes | 4 eventos 6 equipes | 2 eventos 8 equipes  | 1 evento 8 equipes |
| 2014–15 | 56        | 51       | 9 eventos 4 a 8 equipes | 7 eventos 3 a 9 equipes | 3 eventos 8 equipes | 2 eventos 10 equipes | 1 evento 8 equipes |
| 2016–17 | 65        | 60       | 8 eventos 4 a 9 equipes | 7 eventos 3 a 7 equipes | 3 eventos 8 equipes | 2 eventos 10 equipes | 1 evento 8 equipes |

## Torneio masculino
Segue-se, abaixo, o histórico de edições na modalidade masculina.
| 2012-13 | Nova Délhi  | Países Baixos | 7–2 | Nova Zelândia | Inglaterra | 2–1           | Austrália     | 54 / 8 |
| 2014-15 | Raipur      | Austrália     | 2–1 | Bélgica       | Índia      | 5–5 (ps: 3-2) | Países Baixos | 56 / 8 |
| 2016-17 | Bhubaneswar | Austrália     | 2–1 | Argentina     | Índia      | 2–1           | Alemanha      | 65 / 8 |

### Premiações
| Ordem | País          | Medalha de ouro | Medalha de prata | Medalha de bronze | Total |
| ----- | ------------- | --------------- | ---------------- | ----------------- | ----- |
| 1     | Austrália     | 2               | 0                | 0                 | 2     |
| 2     | Países Baixos | 1               | 0                | 0                 | 1     |
| 3     | Argentina     | 0               | 1                | 0                 | 1     |
| 3     | Bélgica       | 0               | 1                | 0                 | 1     |
| 3     | Nova Zelândia | 0               | 1                | 0                 | 1     |
| 4     | Índia         | 0               | 0                | 2                 | 2     |
| 5     | Inglaterra    | 0               | 0                | 1                 | 1     |
| Total | Total         | 3               | 3                | 3                 | 9     |

## Torneio feminino
Segue-se, abaixo, o histórico de edições na modalidade feminina.
| 2012-13 | San Miguel Tucumán | Países Baixos | 5–1 | Austrália     | Inglaterra    | 1–1 (ps: 4-2) | Argentina  | 45 / 8 |
| 2014–15 | Rosário            | Argentina     | 5–1 | Nova Zelândia | Alemanha      | 6–2           | China      | 51 / 8 |
| 2016–17 | Auckland           | Países Baixos | 3–0 | Nova Zelândia | Coreia do Sul | 1–0           | Inglaterra | 60 / 8 |

### Premiações
| Ordem | País          | Medalha de ouro | Medalha de prata | Medalha de bronze | Total |
| ----- | ------------- | --------------- | ---------------- | ----------------- | ----- |
| 1     | Países Baixos | 2               | 0                | 0                 | 2     |
| 2     | Argentina     | 1               | 0                | 0                 | 1     |
| 3     | Nova Zelândia | 0               | 2                | 0                 | 2     |
| 4     | Austrália     | 0               | 1                | 0                 | 1     |
| 5     | Alemanha      | 0               | 0                | 1                 | 1     |
| 5     | Coreia do Sul | 0               | 0                | 1                 | 1     |
| 5     | Inglaterra    | 0               | 0                | 1                 | 1     |
| Total | Total         | 3               | 3                | 3                 | 9     |

## Participações do Brasil
O Brasil participou uma vez da Liga Mundial de Hóquei sobre a grama, nas duas modalidades em sua primeira temporada (2012-2013).
Entre os homens, a campanha foi finalizada na 31ª colocação. Por sua vez, a equipe feminina encerrou a competição no 29º lugar.